# Тума, Эмиль
Эмиль Тума (араб. إميل توما‎, ивр. אמיל תומא‎) (16 марта 1919 — 27 августа 1985) — палестинский и израильский арабский политик, историк, журналист.

## Биография
Родился в Хайфе в богатой православной христианской семье. Он учился в Православной школе в Хайфе, затем поехал в Иерусалим, и там закончил школу Святого Георгия. Поступил в Кембриджский университет, но оставил его в 1939, когда началась Вторая мировая война. В том же году он вступил в Коммунистическую партию Палестины. В 1944 году Эмиль Тума, Фуад Нассар и Эмиль Хабиби учредили новую газету «Аль-Иттихад», которая опубликовала свой первый номер 14 мая того же года.
В 1942, вместе с доктором Хайдаром Абдель Шафии, Мухлисом Амером, Эмилем Хабиби и Муфидом Нашашиби, был основателем Палестинской лиги национального освобождения. В январе 1947 посетил конференцию коммунистических партий Британской империи в Лондоне, где выступил против раздела Палестины. Он был арестован в Ливане в 1948. В 1949 вернулся в Хайфу и продолжил работу в качестве главного редактора «Аль-Иттихад».
Он написал 15 книг и сотни статей о политике, истории и культуре. В 1965 в Москве получил степень доктора исторических наук за диссертацию по арабскому национализму «Марш арабских народов и проблемы арабского единства» («مسيرة الشعوب العربية ومشاكل الوحدة العربية»).
Был женат (1954) на Хае Керберг (1931—2009), израильской художнице по керамике еврейского происхождения, иммигрировавшей в подмандатную Палестину в 1934 году из Оргеева в Молдове (её сестра Ольга была замужем за Тауфиком Туби).

## Память
- В его честь назван Институт Палестины и Израиля, основанный в 1986.
- В 2004 его именем была названа улица в районе Вади Ниснас[англ.] в Хайфе.